# Erysimum vitellinum
Erysimum vitellinum là một loài thực vật có hoa trong họ Cải. Loài này được Popov mô tả khoa học đầu tiên năm 1924.